# Chlorocypha
Chlorocypha – rodzaj ważek z rodziny Chlorocyphidae.

## Podział systematyczny
Do rodzaju należą następujące gatunki:

- Chlorocypha aphrodite (Le Roi, 1915)
- Chlorocypha aurora Dijkstra, Kipping & Schütte, 2015
- Chlorocypha cancellata (Selys, 1879)
- Chlorocypha consueta (Karsch, 1899)
- Chlorocypha curta (Hagen in Selys, 1853)
- Chlorocypha cyanifrons (Selys, 1873)
- Chlorocypha dahli Fraser, 1956
- Chlorocypha dispar (Palisot de Beauvois, 1805)
- Chlorocypha fabamacula Pinhey, 1961
- Chlorocypha flammea Dijkstra & Clausnitzer, 2015
- Chlorocypha frigida Pinhey, 1961
- Chlorocypha ghesquierei Fraser, 1959
- Chlorocypha glauca (Selys, 1879)
- Chlorocypha granata Dijkstra, 2015
- Chlorocypha helenae Legrand, 1984
- Chlorocypha jejuna (Karsch, 1898)
- Chlorocypha luminosa (Karsch, 1893)
- Chlorocypha maxima Dijkstra, Kipping & Mézière, 2015
- Chlorocypha neptunus (Sjöstedt, 1899)
- Chlorocypha pyriformosa Fraser, 1947
- Chlorocypha radix Longfield, 1959
- Chlorocypha rubida (Hagen in Selys, 1853)
- Chlorocypha schmidti Pinhey, 1967
- Chlorocypha selysi (Karsch, 1899)
- Chlorocypha seydeli Fraser, 1958
- Chlorocypha trifaria (Karsch, 1899)
- Chlorocypha victoriae (Förster, 1914)
- Chlorocypha wittei Fraser, 1955